# Dorota Betlewska-Gutowska
Dorota Betlewska-Gutowska (ur. 1958 w Warszawie) – polska poetka, prozaik i eseistka.
Autorka dwóch książek. W wydanej w 1988 roku Niebieskiej tancbudzie poetka opowiada o swoim dojrzewaniu oraz o polskich hippisach. Uważając ruch hippisowski za rozsadnika narkomanii, opisuje dramaty młodzieży żyjącej z jednej strony w sposób niekonwencjonalny i barwny, a z drugiej w uzależnieniu i degradacji.
W wydanym w 2012 roku tomiku Róża Ksiąg i scenariusze autorka opisała generację uformowaną przez niezgodę na socjalizm. Wiersze opowiadają o czasie „Solidarności” i stanu wojennego. Zawierają też rozważania na temat metafizycznych potrzeb człowieka wciąż dających o sobie znać w zlaicyzowanym świecie. Tomik był nominowany do Nagrody Orfeusza.
Wiersze, opowiadania, eseje i artykuły Betlewska-Gutowska publikowała między innymi w czasopismach: „Filipinka”, „Żyjmy Dłużej”, „Twoje Dziecko”, „Tygodnik Kulturalny”, „Życie Literackie”, „Poezja”, „Odra”, „Topos”.